# Brauerei Żywiec

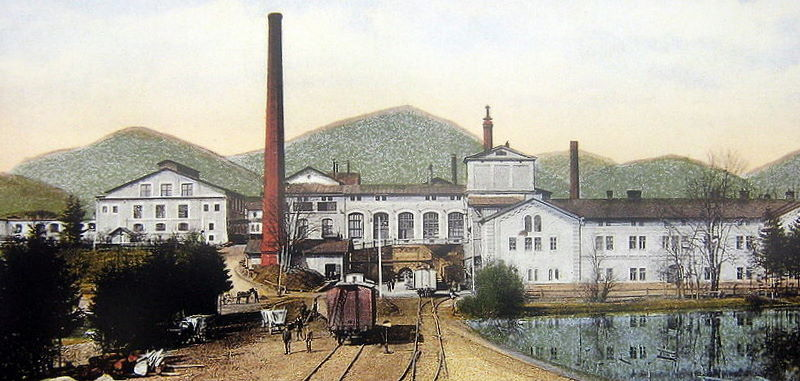
Brauereigebäude um 1900

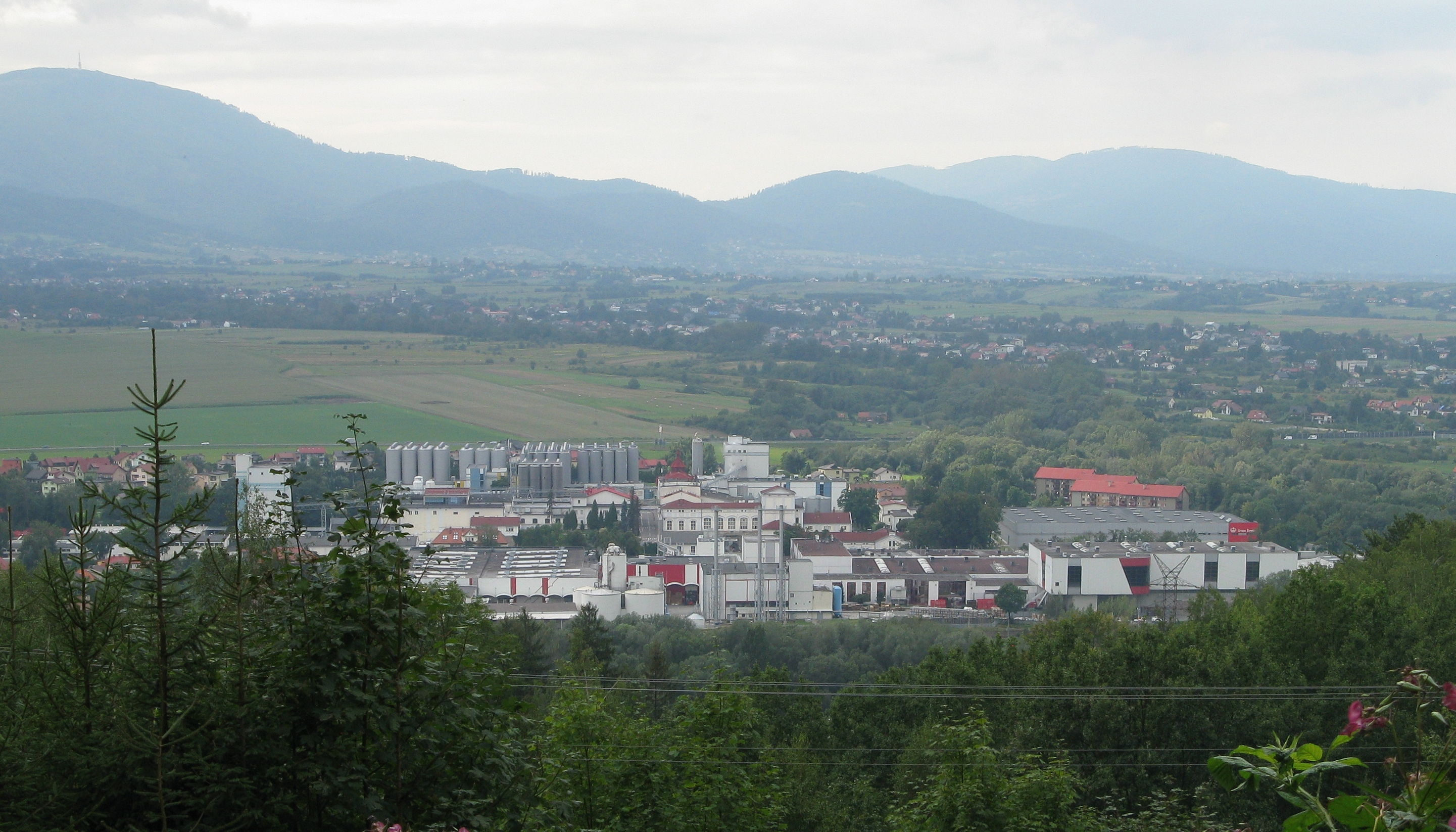
Brauereigebäude

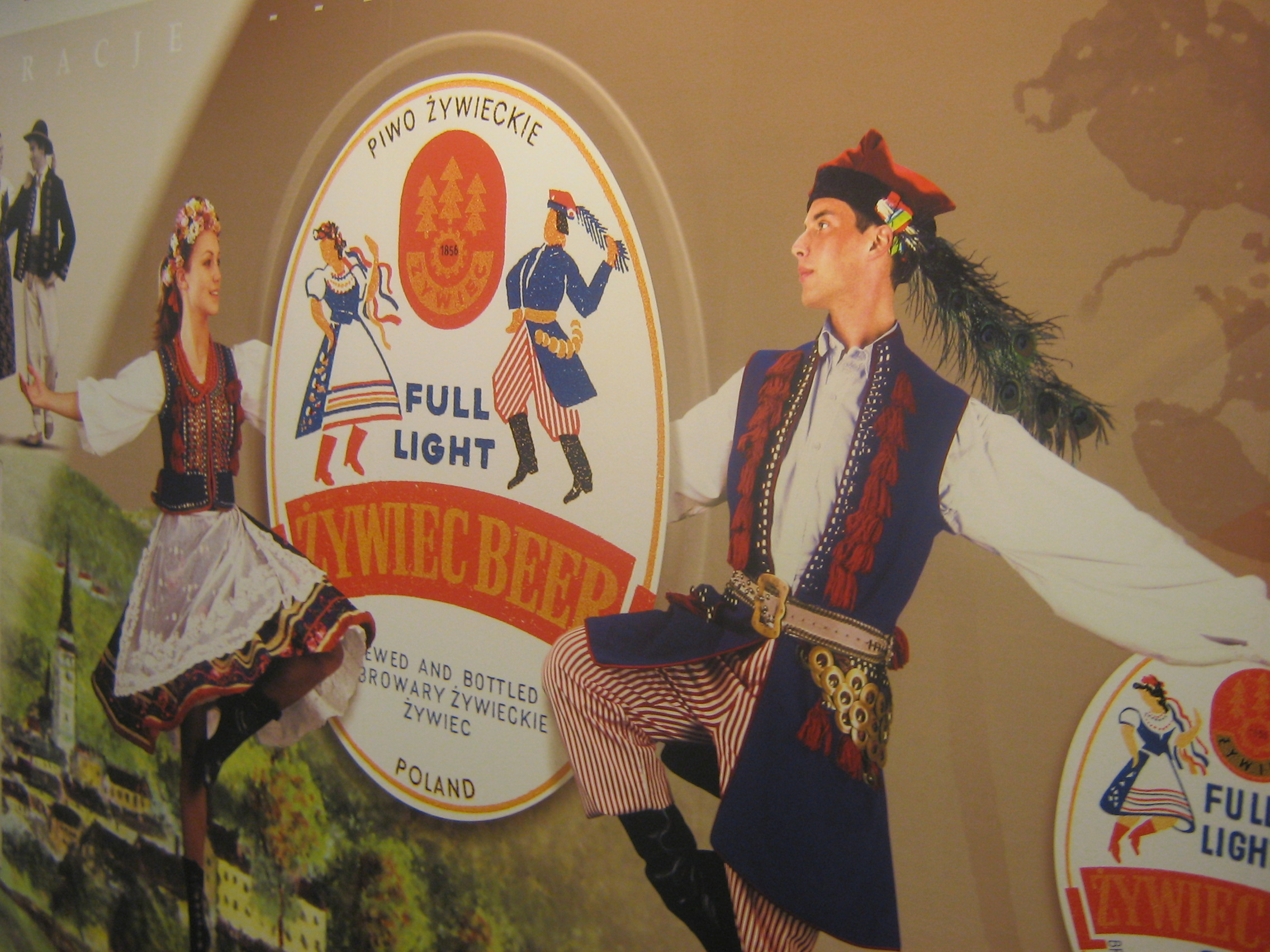
Brauereimuseum

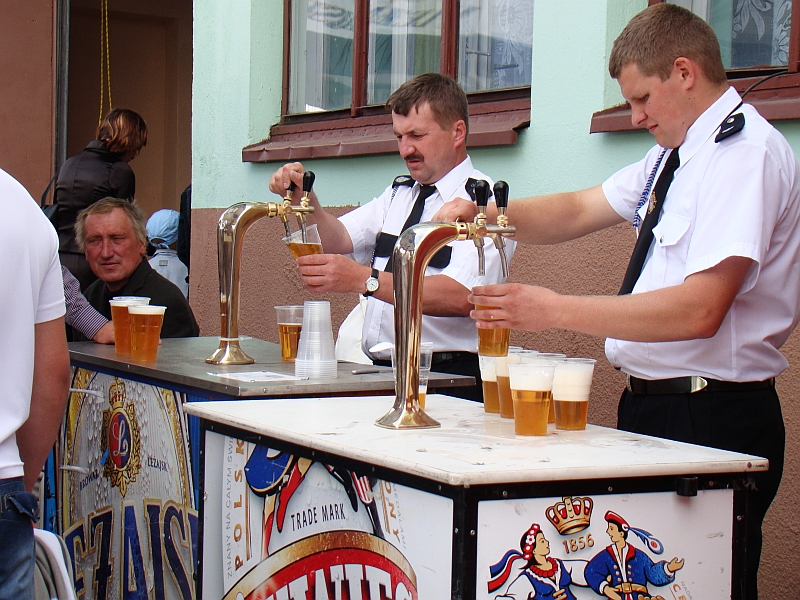
Ausschank

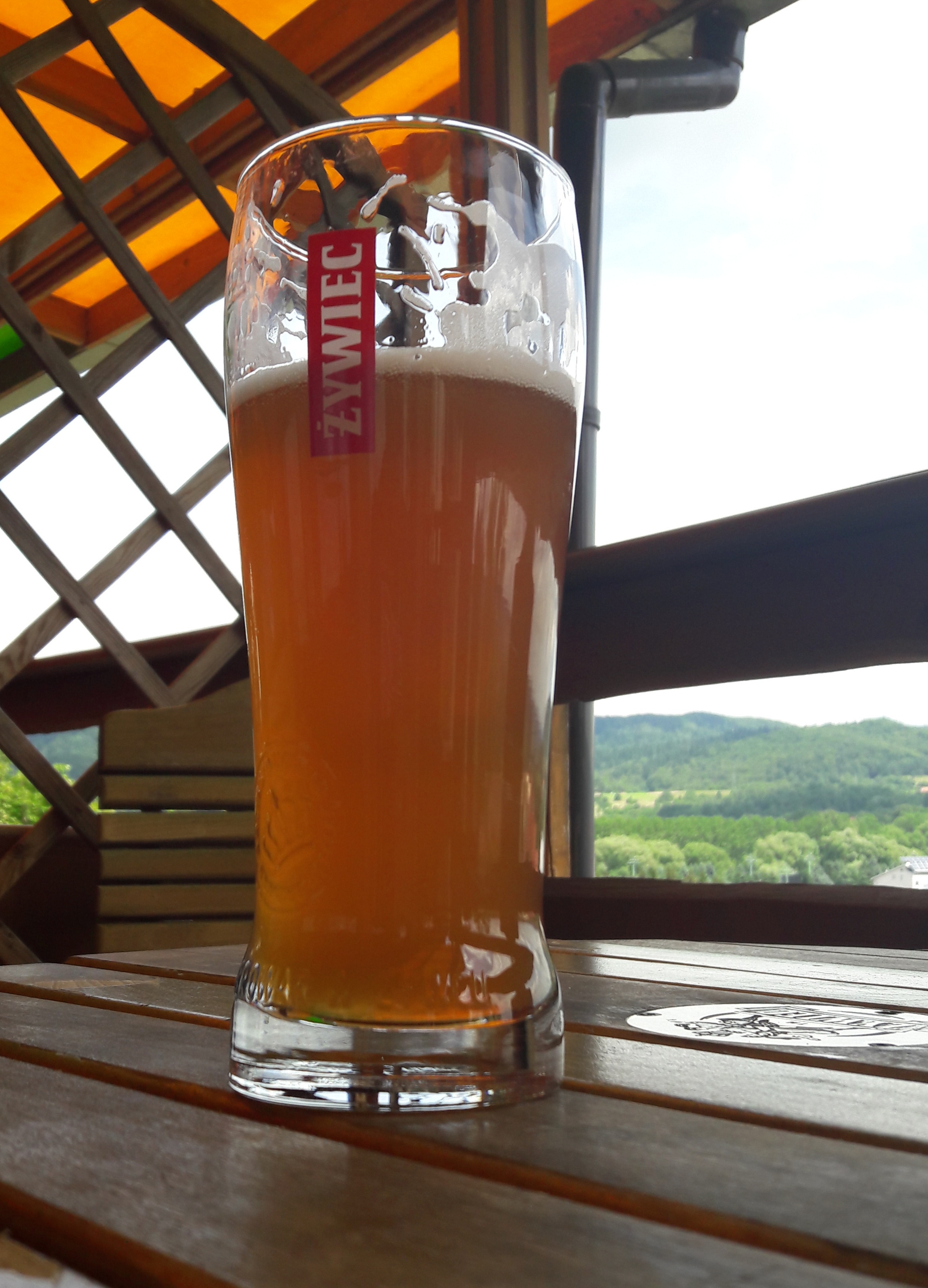
Bierglas

Die Browary Żywiec S.A. ist ein polnisches Brauereiunternehmen mit Zweigniederlassung in Żywiec (Saybusch), welches seit 1998 in Besitz der Grupa Żywiec, eines Tochterunternehmens von Heineken, ist.

## Geschichte
Bier wurde in Żywiec aus dem Quellwasser der östlichen Gebirgsbäche der Schlesischen Beskiden gebraut. Die Brauerei wurde 1856 von Erzherzog Albrecht von Österreich-Teschen, dem Inhaber der Teschener Kammer, als Erzherzögliche Brauerei Saybusch bei Żywiec gegründet. Bereits zuvor hatte sein Vater Erzherzog Karl von Österreich die Schlossbrauerei Teschen auf der westlichen Seite der Schlesischen Beskiden 1848 gegründet. Die Brauerei blieb über drei Generationen im Besitz der Habsburger (Albrecht, Karl Stephan und Karl Albrecht). Sie wurde im Zuge der Sowjetischen Besetzung Polens 1944 verstaatlicht sowie nach 1989 privatisiert und kam 1998 an die Grupa Żywiec.

## Logo
Im Logo sind drei Tannen der Schlesischen Beskiden und ein tanzendes Paar in Volkstrachten. Ursprünglich trug das Paar die Trachten der Saybuscher Góralen. Der amerikanische Importeur des Biers erzwang jedoch in den 1950 die Änderung in die Krakauer Tracht, da diese in den USA bekannter und eindeutig mit Polen assoziiert wurde, wohingegen die Saybuscher Tracht weitgehend unbekannt gewesen sei.

## Firmierung
Die Firmierung der Brauerei hat sich oft geändert:
- Arcyksiążęcy Browar na Pawlusiu (1856–1880)
- Arcyksiążęcy Browar w Żywcu (1880–1934)
- Karol Olbracht Habsburg. Arcyksiążęcy Browar w Żywcu (1934–1939)
- Beskidenbrauerei Saybusch (1939–1945)
- Karol Olbracht Habsburg. Arcyksiążęcy Browar w Żywcu pod Zarządem Państwowym (1945)
- Państwowe Zakłady Przemysłowe i Browar „Żywiec” w Żywcu (1946)
- Państwowe Nieruchomości Ziemskie. Browar Żywiec (1946)
- Państwowy Browar w Żywcu pod Zarządem Państwowym (1947–1949)
- Zakłady Piwowarsko-Słodownicze w Żywcu (1949–1956)
- Żywieckie Zakłady Piwowarsko-Słodownicze w Żywcu (1956–1971)
- Żywieckie Zakłady Piwowarskie w Żywcu (1971–1974)
- Zakłady Piwowarskie w Żywcu (1974–1990)
- Zakłady Piwowarskie w Żywcu S.A. (1990–1999)
- Browary Żywiec S.A. (seit 1999)

## Marken
Die Brauerei produziert zahlreiche polnische und ausländische Marken, insbesondere Lager:
- Żywiec
- Żywiec Beer
- Żywiec Full Light
- Żywiec Bock
- Żywiec Niskoalkoholowe
- Warka
- EB
- Heineken
- Desperados
- Freeq
- Freeq Golden Apple
- Freeq Green Lime
- Freeq Red Fruits

## Nachweise
- Ryszard Kincel: Od Mastnego do Brackiego. Z dziejów piwowarstwa cieszyńskiego. Cieszyn: Bracki Browar Zamkowy, 2000.
- Aleksander Strojny: Browary w Polsce. Warszawa: Hachette Polska, 2009, ISBN 978-83-7575-674-6.